# Anita Louise
Anita Louise (Anita Louise Fremault) est une actrice américaine née le 9 janvier 1915 à New York (États-Unis), morte le 25 avril 1970 à Los Angeles (Californie).

## Filmographie

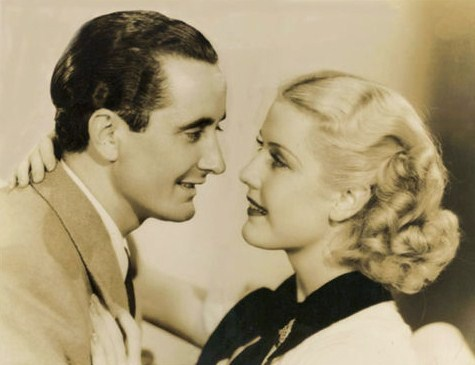
Nino Martini et Anita Louise dans Le Mirage de l'amour en 1935.

- 1923 : Le Harpon (Down to the Sea in Ships) d'Elmer Clifton (non créditée)
- 1924 : The Sixth Commandment
- 1924 : Lend Me Your Husband
- 1925 : L'École des mendiants (The Street of Forgotten Men) de Herbert Brenon (non créditée)
- 1926 : The Untamed Lady de Frank Tuttle
- 1927 : The Music Master (en) d'Allan Dwan
- 1927 : Memories
- 1928 : 4 Devils - Louise
- 1929 : The Spirit of Youth - Toodles Ewing
- 1929 : Square Shoulders (en) de E. Mason Hopper - Mary Jane
- 1929 : Wonder of Women de Clarence Brown - Lottie
- 1929 : The Marriage Playground - Blanca Wheater
- 1930 : The Florodora Girl - Vibart Child
- 1930 : What A Man - Marion Kilbourne
- 1930 : Just Like Heaven - Mimi
- 1930 : The Third Alarm d'Emory Johnson - Milly Morton
- 1931 : Everything's Rosie - Rosie Droop
- 1931 : The Great Meadow - Betty Hall
- 1931 : Millie - Constance 'Connie' Maitland
- 1931 : The Woman Between - Helen Weston
- 1931 : Heaven on Earth - Towhead
- 1932 : Le Fantôme de Crestwood (The Phantom of Crestwood) de J. Walter Ruben - Esther Wren
- 1933 : Haute Société (Our Betters), de George Cukor - Elizabeth 'Bessie' Saunders
- 1934 : The Most Precious Thing in Life - Patty O'Day
- 1934 : Are We Civilized? - Norma Bockner
- 1934 : Cross Streets - Clara Grattan
- 1934 : I Give My Love - Lorna March
- 1934 : Judge Priest - Ellie May Gillespie
- 1934 : Madame du Barry - Marie Antoinette
- 1934 : L'Oiseau de feu (The Firebird) de William Dieterle - Mariette Pointer
- 1934 : Bachelor of Arts de Louis King - Mimi Smith
- 1935 : Lady Tubbs - Wynne Howard
- 1935 : Le Mirage de l'amour (Here's to Romance) de Alfred E. Green - Lydia Lubov
- 1935 : Personal Maid's Secret - Diana Abercrombie
- 1935 : Le Songe d'une nuit d'été (A Midsummer Night's Dream) de William Dieterle et Max Reinhardt - Titania, Reine des Fées
- 1936 : La Vie de Louis Pasteur (The Story of Louis Pasteur) - Annette Pasteur
- 1936 : Brides Are Like That - Hazel Robinson
- 1936 : Anthony Adverse de Mervyn LeRoy - Maria
- 1937 : La Lumière verte  (Green Light) - Phyllis Dexter
- 1937 : Une journée de printemps (Call It a Day) - Joan Collett
- 1937 : The Go Getter - Margaret Ricks
- 1937 : Une certaine femme (That certain woman) - Florence 'Flip' Carson Merrick
- 1937 : First Lady - Emmy Page
- 1937 : Cette nuit est notre nuit (Tovarich) - Helene Dupont
- 1938 : My Bill (1938) - Muriel Colbrook
- 1938 : Marie-Antoinette - Princesse de Lamballe
- 1938 : Nuits de bal (The Sisters) d'Anatole Litvak - Helen Elliot Johnson
- 1938 : Le Cavalier errant (Going Places) de Ray Enright - Ellen Parker
- 1939 : Petite Princesse - Rose Hamilton
- 1939 : Le Gorille (The Gorilla) d'Allan Dwan - Norma Denby
- 1939 : These Glamour Girls - Daphne 'Daph' Graves
- 1939 : Hero For a Day - Sylvia Higgins
- 1939 : Main Street Lawyer - Honey Boggs
- 1939 : Reno - Mrs. Joanne Ryder
- 1940 : Wagons Westward (en) de Lew Landers - Phyllis O'Conover
- 1940 : Glamour For Sale - Ann Powell
- 1940 : Boire et Déboires (The Villain Still Pursued Her) d'Edward F. Cline - Mary Wilson
- 1941 : The Phantom Submarine - Madeline Neilson
- 1941 : Two in a Taxi - Bonnie
- 1941 : Harmon of Michigan - Peggy Adams
- 1943 : Dangerous Blondes de Leigh Jason - Julie Taylor
- 1944 : Crime au pensionnat (Nine Girls) de Leigh Jason - Paula Canfield
- 1944 : Casanova le petit (Casanova Brown) - Madge Ferris
- 1945 : Le Poids d'un mensonge (Love Letters) - Helen Wentworth
- 1946 : Les Compagnons de Jéhu (The Fighting Guardsman) de Henry Levin - Amélie de Montrevel
- 1946 : Le Fils de Robin des Bois (The Bandit of Sherwood Forest) : Lady Catherine Maitland
- 1946 : The Devil's Mask - Janet Mitchell
- 1946 : Personality Kid - Laura Howard
- 1946 : Shadowed - Carol Johnson
- 1947 : Blondie's Big Moment - Miss Gary
- 1947 : Bulldog Drummond at Bay
- 1950 : Stars Over Hollywood
- 1952 : Retreat, Hell! (en) de Joseph H. Lewis - Ruth Hansen

### Télévision
- Your Favorite Story (1953)
- The Ford Television Theatre (1952-1955) - Marie McCoy, Mother
- Lux Video Theatre (en) (1955)
- Mon amie Flicka (My Friend Flicka) (1956) - Nell McLaughlin
- Théâtre Ethel Barrymore (Ethel Barrymore Theatre) (1956)
- The Millionaire (en) (1957) - Nancy Wellington
- Playhouse 90 (1957) - Mabel Seymour Greer
- Letter To Loretta (1957) - Laura
- The United States Steel Hour (en) (1962) - Mrs. McCabe
- Mannix (1969) - Althea Greene
- La Nouvelle Équipe (The Mod Squad) (1970)

## Récompenses et distinctions
- 1931 : WAMPAS Baby Stars